# Lobelia stellfeldii
Lobelia stellfeldii är en klockväxtart som beskrevs av R.Braga. Lobelia stellfeldii ingår i släktet lobelior, och familjen klockväxter. Inga underarter finns listade i Catalogue of Life.